# نت ناني
نت ناني (بالإنجليزية: Net Nanny)‏ هي شركة رائدة في مجال برامج الرقابة الأبوية لأكثر من عقدين من الزمن. كان نت ناني أحد بائعي البرامج الأوائل الذين قدموا تصفية الإنترنت للمستهلكين. الريادة في تقنية التصفية الديناميكية المتقدمة التي تتيح لها أن تكون أفضل مزود لتصفية الإنترنت من حيث السرعة والفعالية ، فضلاً عن الحل الأكثر شمولاً لمعالجة عدد لا يحصى من المشكلات التي تحيط بمحتوى الإنترنت غير المرغوب فيه والاستخدام غير المناسب. تم الوثوق بـ نت ناني من قبل أكثر من مليون ولي أمر للحفاظ على أمان أطفالهم عبر الإنترنت وفي التطبيقات. باستخدام أدوات الرقابة الأبوية نت ناني ، يمكن للوالدين تتبع موقع أطفالهم ، وإدارة إعدادات تصفية الإنترنت ، وحظر مواقع الويب ، وعرض التطبيقات المثبتة على جهاز أطفالهم وحظرها ، وحظر المواد الإباحية ، ومشاهدة عمليات البحث على الإنترنت واستخدام وقت الشاشة ، وتلقي التنبيهات والتقارير ، وإنشاء حظر تجول للتطبيقات والإنترنت ، وحتى إيقاف تشغيل الإنترنت. تقدم نت ناني أيضًا حلاً للشركات ، مثل حماية المحتوى ، والذي لا يحمي الشركات فحسب ، بل يساعد في جعل فرقهم أكثر إنتاجية. حماية المحتوى هو حل للشركات لمنح المسؤولين أدوات للحصول على معلومات حول أجهزة الكمبيوتر والأجهزة التي يديرونها. بما في ذلك القدرة على زيادة إنتاجية المستخدم عن طريق تعطيل الوصول إلى المواقع والتطبيقات الشائعة على الإنترنت. الحفاظ على الموظفين في المهام والحفاظ على الموارد. يمكن للمديرين التنفيذيين ومديري تكنولوجيا المعلومات وفرق الموارد البشرية في المؤسسات من جميع الأنواع والأحجام تحسين العمليات من خلال الرؤية والتحكم.

## تاريخ
تم تصميم وإنشاء وتأسيس نت ناني على يد جوردون روس في عام 1993 في فانكوفر وانتقل إلى بيلفيو بواشنطن في عام 2000. وقد أصبح مصدر إلهام لإنشاء خدمة حماية الإنترنت للأطفال بعد مشاهدة عملية لاذعة على شخص يمارس الجنس مع الأطفال يستدرج الأطفال عبر الإنترنت. في عام 1998 ، وسعت الشركة عروضها إلى ما بعد حماية الأسرة عندما أطلقت بايوباسورد (BioPassword) ، وهو نظام وصول للأمن الحيوي يعتمد على التكنولوجيا التي حصلت عليها من جامعة ستانفورد. في 14 نوفمبر 2002 ، تقدمت شركة نت ناني بطلب لإفلاسها وتم بيعها لشركة بايونت سيستم ذ.م.م (BioNet System LLC) ، وهي شركة تصنع برمجيات الأمن المتري الحيوي في مدينة إساكوه بواشنطن. استحوذت شركة لووك سمارت (LookSmart Ltd) ، وهي شركة تجارية للبحث على الويب مقرها في سان فرانسيسكو ، على نت ناني مقابل 5.3 مليون دولار من الأسهم والنقد في أبريل 2004.

## المميزات
نت ناني تطبيقًا لحساب الوالد وآخر لحساب الطفل، فيستطيع الطفل فتح التطبيق ومعرفة مقدار الوقت الذي استغرقه أمام الشاشة والمدة المتبقية، وهي طريقة ممتازة يتعلم بها ترشيد وقته. كذلك ففي التطبيق خيار لتفعيل الوضع غير المقيد “تمكين الوضع غير المقيد”، لكن الطفل سيحتاج إلى اسم المستخدم وكلمة المرور الخاصين بالأب لتفعيل هذا الخيار.
يمكن الوصول إلى جميع أدوات الرقابة الأبوية إما عبر تطبيق الهاتف أو من الحاسوب أو جهاز ماك. وبمجرد أن تسجل دخولك إلى لوحة التحكم، ستلقي نظرة عامة سريعة على استخدام طفلك للتطبيقات، وترى واجهة مبوبة تسمح للوالد بالاطلاع على عمليات البحث، وزمن استخدام الشاشة، وعمليات الحظر/التنبيهات، وسجل استخدام يوتيوب، والموقع الجغرافي، كما يمكنك إيقاف هواتف أطفالك مؤقتًا (مما يوقف استخدام جميع التطبيقات باستثناء الهاتف)، أو إيقاف تشغيل الإنترنت من لوحة التحكم.
- مستجدات العائلة.
- عمليات البحث.
- الموقع.
- وقت استخدام الشاشة.
- مراقبة يوتيوب.
- عمليات الحظر والتنبيهات.